# Cocoa West
Cocoa West és una concentració de població designada pel cens dels Estats Units a l'estat de Florida. Segons el cens del 2000 tenia 5.921 habitants.

## Demografia
Segons el cens del 2000, Cocoa West tenia 5.921 habitants, 2.237 habitatges, i 1.521 famílies. La densitat de població era de 534,1 habitants per km².
Dels 2.237 habitatges en un 32,5% hi vivien nens de menys de 18 anys, en un 37,6% hi vivien parelles casades, en un 23,2% dones solteres, i en un 32% no eren unitats familiars. En el 25,7% dels habitatges hi vivien persones soles el 8,1% de les quals corresponia a persones de 65 anys o més que vivien soles. El nombre mitjà de persones vivint en cada habitatge era de 2,63 i el nombre mitjà de persones que vivien en cada família era de 3,11.
Per edats la població es repartia de la següent manera: un 29,3% tenia menys de 18 anys, un 8,4% entre 18 i 24, un 29,5% entre 25 i 44, un 22,8% de 45 a 60 i un 10% 65 anys o més.
L'edat mediana era de 34 anys. Per cada 100 dones de 18 o més anys hi havia 93,4 homes.
La renda mediana per habitatge era de 28.094 $ i la renda mediana per família de 32.188 $. Els homes tenien una renda mediana de 29.714 $ mentre que les dones 20.423 $. La renda per capita de la població era de 12.964 $. Entorn del 21,7% de les famílies i el 26,8% de la població estaven per davall del llindar de pobresa.

## Poblacions més properes
El següent diagrama mostra les poblacions més properes.